# Lichten gehen
Lichten gehen bezeichnet eine altertümliche Form des Faschings, die in der südöstlichen Oberlausitz verbreitet ist und meist in der Vorfaschingszeit zelebriert wird.

## Brauch
Bei diesem Brauch gibt es zwei Parteien, eine Gruppe von Lichtengängern und deren Gastgeber. Dem Gastgeber wird ein anonymer Brief zugestellt, der das Kommen der Lichtengänger mit Datum und Uhrzeit ankündigt. Vor dem Besuch verkleiden sich die Besucher bis zur Unkenntlichkeit. Das Ziel des Gastgebers ist es, herauszufinden, wer die Besucher sind. Dies erreicht er durch eine sehr gut beheizte Wohnung, durch heiße und scharfe Speisen sowie durch stark alkoholische Getränke. Die Lichtengänger dürfen während des Besuchs nicht reden, da sie sich sonst verraten würden. Erst wenn es dem Gastgeber gelungen ist, den letzten Besucher zu entlarven, darf der Besuch beendet werden.

## Namensherkunft
Der Name Lichten gehen oder auch zum Lichten gehen bedeutet so viel wie zu Licht gehen. Damit ist ein freundschaftlicher Besuch gemeint, der nach dem Abendbrot, also der Zeit in der Licht brennt, stattfindet. Lichten gehen bezeichnete in früherer Zeit auch die abendlichen Treffen von mehreren Frauen oder Dorfbewohnern allgemein in den Spinnstuben. Im schlesischen Raum wurden diese Zusammenkünfte Rocken gehen genannt, wahrscheinlich nach dem Spinngerät Rocken.